# Júlio César (ator)
Júlio César dos Santos Marques Antunes (Alter do Chão, Chancelaria, 16 de Junho de 1947) é um actor, encenador e apresentador de televisão português.

## Carreira
Aos 11 anos, Júlio César deixou o Alentejo natal — onde aos oito anos de idade pisara pela primeira vez um palco para representar, na Casa do Povo da Chança — acompanhando a transferência da família para Lisboa. Quando chega à capital começa a trabalhar como paquete para ajudar no sustento da família. Depois de passar por vários grupos de teatro amador, é descoberto por Vasco Morgado que o convida para a revista "P'rá Frente Lisboa (1972) no Teatro Monumental, onde se estreia como ator profissional..
Ao longo dos anos acumulou vasta experiência em teatro, rádio, cinema e televisão. Foi Prémio de Interpretação do Instituto Português de Cinema pelo filme Jogo de mão de Monique Rutller. 
Apresentou o concurso Saber a Valer, em 1987, na RTP, com uma máquina de nome Besidróglio.
Entre 1995 e 1996, foi apresentador do programa da SIC, "Luna Park".
Foi também distinguido com o Prémio Nova Gente (rádio) com o programa Chinelo de Quarto - Antena 1 e Prémio Popularidade Casa da Imprensa (telenovela Passerelle).
Em cinema destaca-se em Inferno de Joaquim Leitão. Do mesmo realizador representa em Adão e Eva e 12.13 (purgatório).
Como autor e encenador realizou mais de 30 espectáculos para os casinos Estoril (onde foi Diretor Artístico) e Póvoa de Varzim.
Participou do elenco de atores de Morangos com Açúcar como Prof. Ravina e na telenovela da SIC Sol de Inverno, com a personagem Jacinto.
É também autor do livro Entre Linhas, Entre Gente  (Lisboa: Ália, 1982), onde recolhe os textos de um seu programa de rádio (RDP 1, 1980/81/82) com o mesmo nome,

## Trabalhos (incompleto)

### Teatro
- 1972 - P'rá Frente Lisboa (revista)
- 1974 - Até Parece Mentira! (revista)[3]
- 1975? - Ver, Ouvir e Calar (revista)
- 1977 - Ó da Guarda (revista)[4]
- 1981 - Há Petróleo no Beato (comédia)[5]

### Cinema
- Portugal... Minha Saudade (1973)[6]
- Inferno
- A Vida É Bela?! (1982)
- Adão e Eva (1995)
- O Leão da Estrela (2015)

### Televisão
| Ano         | Projeto                            | Papel                                                      | Notas                                               | Canal |
| ----------- | ---------------------------------- | ---------------------------------------------------------- | --------------------------------------------------- | ----- |
| 1975        | Nicolau no País das Maravilhas     |                                                            |                                                     | RTP1  |
| 1977        | A Feira                            |                                                            |                                                     | RTP1  |
| 1978        | Os Galos e as Gajas                | Homem no elétrico                                          |                                                     | RTP1  |
| 1978        | Ivone e Faz Tudo                   | Dom Quixote                                                |                                                     | RTP1  |
| 1979        | Os Putos                           | Empregado do café                                          |                                                     | RTP1  |
| 1981        | Uma Cidade como a Nossa            | Rogério                                                    | Elenco Principal                                    | RTP1  |
| 1985        | Arroz Doce                         | Vários Papeis                                              | Programa de televisão, apresentado por Júlio Isidro | RTP1  |
| 1987        | A Relíquia                         | Teodorico Raposo                                           | Protagonista                                        | RTP1  |
| 1987        | Saber a Valer                      | Ele Próprio                                                | Apresentador                                        | RTP1  |
| 1988        | Passerelle                         | Armando Alves                                              | Elenco Principal                                    | RTP1  |
| 1988        | Lá Em Casa Tudo Bem                | Tarzan Silva                                               |                                                     | RTP1  |
| 1989        | Esta Noite Sonhei Com Brueghel     | Pepe                                                       |                                                     | RTP1  |
| 1989        | Pisca Pisca                        | Orlando                                                    | Participação Especial                               | RTP1  |
| 1990        | Nem o Pai Morre nem a Gente Almoça | D. Antão Simão Brandão Torrado/Nózinhos (Francisco Xavier) | Protagonsita                                        | RTP1  |
| 1991        | A Marquesa de Vila Rica            | António Costa                                              | Elenco Principal                                    | RTP1  |
| 1991        | Claxon                             | Guarda da Cela                                             | Elenco Adicional                                    | RTP1  |
| 1992        | Uma Outra Ordem                    | Guarda da GNR                                              |                                                     | RTP1  |
| 1992 - 1993 | Cinzas                             | Jaime Abreu                                                | Elenco Principal                                    | RTP1  |
| 1994        | Ideias com História                | D. Afonso Henriques                                        | Pequena Participação                                | RTP1  |
| 1995        | Os Trapalhões em Portugal          |                                                            |                                                     | SIC   |
| 1995        | Luna Park                          | Ele Proprio                                                | Apresentador, ao lado de Christina Möhler           | SIC   |
| 1996        | Docas                              | Vários Papéis                                              |                                                     | RTP1  |
| 1996 - 1997 | Os Imparáveis                      | Ameixa                                                     | Elenco Adicional                                    | RTP1  |
| 1996 - 1997 | Os Imparáveis                      | Amâncio Lopes                                              | Elenco Adicional                                    | RTP1  |
| 1996 - 1997 | Nós os Ricos                       | Abel                                                       | Elenco Principal                                    | RTP1  |
| 1997        | Polícias                           | Xerife                                                     | Elenco Adicional                                    | RTP1  |
| 1997        | As Lições do Tonecas               | Alentejano                                                 | Elenco Adicional                                    | RTP1  |
| 1997        | 1,2,3                              | Casanova                                                   | Elenco Adicional                                    | RTP1  |
| 1998        | Médico de Família                  | João Pedro                                                 | Elenco Principal                                    | SIC   |
| 1999        | Docas 2                            | Vários Papéis                                              |                                                     | RTP1  |
| 2004        | Inspetor Max                       | Jaime Pedroso                                              | Ator Convidado                                      | TVI   |
| 2006 - 2007 | Morangos com Açúcar                | Augusto Ravina                                             | Elenco Principal                                    | TVI   |
| 2007 - 2008 | Fascínios                          | Leopoldo Amaral                                            | Elenco Principal                                    | TVI   |
| 2009 - 2010 | Ele É Ela                          | João Igor                                                  | Elenco Principal                                    | TVI   |
| 2010        | Dias Felizes                       | António                                                    | Elenco Principal                                    | TVI   |
| 2010 - 2011 | Mar de Paixão                      | Guilherme Peixoto D'Almeida                                | Antagonista                                         | TVI   |
| 2012        | O Marceneiro                       | Vítor                                                      | Elenco Princiapal                                   | TVI   |
| 2012        | Velhos Amigos                      | Juvenal Silva                                              | Elenco Adicional                                    | RTP1  |
| 2012 - 2013 | Dancin' Days                       | Francisco de Oliveira                                      | Elenco Principal                                    | SIC   |
| 2013 - 2014 | Bem-Vindos a Beirais               | Engenheiro                                                 | Elenco Adicional                                    | RTP1  |
| 2013 - 2014 | Sol de Inverno                     | Jacinto Fonseca                                            | Elenco Principal                                    | SIC   |
| 2016        | Poderosas                          | Ex-Marido de Lídia                                         | Elenco Adicional                                    | SIC   |
| 2016 - 2017 | Amor Maior                         | Joel Correia                                               | Elenco Principal                                    | SIC   |
| 2019        | Alma e Coração                     | Diogo                                                      | Elenco Adicional                                    | SIC   |
| 2020 / 2023 | Conta-me como Foi                  | Hélder                                                     | Elenco Adicional                                    | RTP1  |
| 2021 - 2025 | Festa É Festa                      | Abel Ramos                                                 | Ator Convidado                                      | TVI   |